# Hesron
Hesron appartient à la tribu de Juda. Il est un des fils de Pérets fils de Juda et de Tamar. Ses descendants s'appellent les Hesronites.

## Ascendance de Hesron
Hesron est un fils de Pérets,,,,,,. Il est un petit-fils de Juda et de Tamar.

## Hesron en Égypte
Hesron part avec Jacob pour s'installer en Égypte au pays de Goshen dans le delta du Nil.
La famille des Hesronites dont l'ancêtre est Hesron sort du pays d'Égypte avec Moïse.

## Descendance de Hesron
Hesron a trois fils de sa première femme qui sont Jérahméel, Ram et Caleb.
Son fils premier-né est Jérahméel. Son deuxième fils Ram est cité dans le Livre de Ruth et dans le Nouveau Testament,. Son troisième fils Caleb est donné comme le père de Asshour.
Hesron âgé de soixante ans prend une deuxième femme une fille de Machir fils aîné de Manassé fils de Joseph qui lui donne un autre fils appelé Ségub.

## Femmes de Hesron
La première femme de Hesron s'appelle Abiya dans le verset 2,24 du Premier Livre des Chroniques dans le Texte massorétique mais n'est pas citée dans la Septante.
La deuxième femme de Hesron s'appelle Ephrata dans le verset 2,24 du Premier Livre des Chroniques dans la Septante mais n'est pas citée dans le Texte massorétique.

## Mort de Hesron
Dans le verset 2,24 du Premier Livre des Chroniques il est indiqué que Hesron meurt à Caleb-Ephrata dans le Texte massorétique mais ce lieu n'est pas cité dans la Septante. Il n'existe pas de lieu hébreu appelé Caleb-Ephrata en Égypte.